# Apospasta venata
Apospasta venata är en fjärilsart som beskrevs av George Francis Hampson 1903. Apospasta venata ingår i släktet Apospasta och familjen nattflyn. Inga underarter finns listade i Catalogue of Life.